# La Brèche (roman, 1961)
Pour les articles homonymes, voir La Brèche et Brèche.
La Brèche est un roman écrit par Mercedes Valdivieso en 1961 et publié par Zig Zag à Santiago du Chili,,. Il est considéré comme le premier roman féministe latino-américain,.

## Caractéristiques
Mercedes Valdivieso, influencée par son éducation au Liceo N.º 1 Javiera Carrera (es) des jeunes filles, crée un personnage féminin.
Dans La Brèche, le personnage principal n'a pas de nom car il représente toutes les femmes qui continuent à lutter contre le fantôme de la pensée machiste qui conduit à la discrimination et à la violence à l'égard des femmes.
La première édition du livre s'écoule quelques semaines après sa parution.

## Résumé
Le personnage principal commence par dire : « Je me suis mariée comme tout le monde se marie », puis brise les chaînes d'une femme asservie et livre une femme déterminée et indépendante qui apprend tout ce qui est essentiel sur la véritable signification de la liberté. Le personnage comprend que pour vivre sa sexualité, elle n'a pas besoin des liens imposés par le mariage et découvre qu'après une relation extraconjugale, qui était la relation qu'elle voulait avoir avec les hommes, elle cesse d'être un objet sur lequel exercer une domination.

## Publications
- (es) La Brecha, Santiago de Chile, Zig-Zag, 1961
- (pl) Dziesięć Palców  (trad. Mikołaj Bieszczadowski), Varsovie, Czytelnik, 1968
- (es) La Brecha, Pittsburgh, Latinamerican Literary Review Press, 1987
- (en) Breakthrough  (trad. Graciela S. Daichman), Pittsburgh, Latinamerican Literary Review Press, 1988
- (es) La Brecha, Santiago, Planeta e Isis Internacional, 1991